# Euxoa flavisignata
Euxoa flavisignata är en fjärilsart som beskrevs av Corti 1932. Euxoa flavisignata ingår i släktet Euxoa och familjen nattflyn. Inga underarter finns listade i Catalogue of Life.